# Evencio Castellanos
Evencio Castellanos est un pianiste, chef d'orchestre et compositeur de musique vénézuélien, né à Cúa le 3 mai 1915 et mort à Caracas le 16 mars 1984.

## Biographie
Fils de Pablo Castellanos Almenar et Matilde Yumar, il commence son apprentissage de la musique avec son père, organiste et maître de chapelle. De 1938 à 1944, il étudie à l'école supérieure de musique de Caracas José Ángel Lamas, sous la houlette d'Antonio Pardo Soublette pour le chant, Carlos Áñez pour le violoncelle, Juan Bautista Plaza pour l'histoire de la musique et enfin l'harmonie et la composition avec Vicente Emilio Sojo. Entre août 1947 et septembre 1949, il séjourne à New York où il étudie le piano avec Carlos Buhler. Revenu dans son pays natal, il occupe différents postes d'enseignants à Caracas avant d'y fonder le Collegium Musicum, un groupe de musique vénézuélienne.

## Œuvres
- Nombreuses valses, parmi lesquelles les  Viejos Valses de Venezuela (1957)
- Nueve Canciones Sefardíes (19??)
- Grandes Valses de Salón (196?)
- Santa Cruz de Pacairigua
- El Rio de las Siete Estrellas
- Suite Avileña
- Concerto pour piano et orchestre en la majeur
- El Tirano Aguirre